# Allsvenskan 2016/17
Die Allsvenskan 2016/17 ist die Austragung der schwedischen zweithöchsten Unihockeyliga der Jahre 2016 und 2017.

## Modus
Die zweithöchste schwedische Liga ist in zwei Gruppen unterteilt. Die Unterteilung erfolgt nach geografischen Kriterien. Die ersten vier der regulären Saison spielen um den Aufstieg in die höchste schwedische Spielklasse, die SSL. Für den Rang fünf bis 9 ist die Saison mit dem letzten Spiel der regulären Saison beendet. Mannschaften auf den Rängen 10 bis 12 steigen direkt in die Division 1 ab. Dabei werden sie wieder nach geografischen Kriterien zugeordnet.

## Allsvenskan Södra

### Hauptrunde

#### Teilnehmer
| Mannschaft                  | Ortschaft  |
| --------------------------- | ---------- |
| Craftstadens IBK Oskarshamn | Oskarshamn |
| Fagerhult Habo IBK          | Habo       |
| FBC Kalmarsund              | Kalmar     |
| IBF Göteborg                | Göteborg   |
| IBF Örebro                  | Örebro     |
| IBK Alingsås                | Alingsås   |
| Jönköpings IK               | Jönköping  |
| Lillån IBK                  | Örebro     |
| Lindås IBK                  | Göteborg   |
| Malmö FBC                   | Göteborg   |
| Onyx IBK                    | Nyköping   |
| Visby IBK                   | Visby      |

#### Tabelle
|    | Mannschaft                  | Sp | S  | O (SD) | V  | T   | T   | TD   | P  |
| -- | --------------------------- | -- | -- | ------ | -- | --- | --- | ---- | -- |
| 1  | Jönköpings IK               | 22 | 18 | 3 (2)  | 1  | 223 | 91  | 132  | 59 |
| 2  | FBC Kalmarsund              | 22 | 17 | 1 (0)  | 4  | 197 | 94  | 103  | 52 |
| 3  | IBF Örebro                  | 22 | 15 | 3 (0)  | 4  | 186 | 117 | 69   | 48 |
| 4  | Lindås IBK                  | 22 | 10 | 5 (2)  | 7  | 170 | 104 | 66   | 37 |
| 5  | Onyx IBK                    | 22 | 9  | 6 (2)  | 7  | 160 | 119 | 41   | 35 |
| 6  | Visby IBK                   | 22 | 9  | 5 (3)  | 8  | 161 | 126 | 35   | 35 |
| 7  | Fagerhult Habo IBK          | 22 | 10 | 4 (0)  | 8  | 161 | 126 | 35   | 34 |
| 8  | Craftstadens IBK Oskarshamn | 22 | 10 | 2 (1)  | 10 | 141 | 114 | 27   | 33 |
| 9  | Malmö FBC                   | 22 | 6  | 5 (2)  | 11 | 122 | 121 | 1    | 25 |
| 10 | Lillån IBK                  | 22 | 5  | 2 (0)  | 15 | 127 | 162 | −35  | 17 |
| 11 | IBK Alingsås                | 22 | 4  | 2 (1)  | 16 | 95  | 171 | −76  | 15 |
| 12 | IBF Göteborg                | 22 | 0  | 0 (0)  | 22 | 48  | 446 | −398 | 0  |

## Allsvenskan Norra

### Hauptrunde

#### Teilnehmer
| Mannschaft              | Ortschaft  |
| ----------------------- | ---------- |
| Djurgårdens IF IBS      | Djurgården |
| Gävle GIK               | Gävle      |
| Granlo BK               | Sundsvall  |
| Hudik/Björkberg IBK     | Hudik      |
| Järfälla IBK            | Järfälla   |
| Rotebro IS IBK          | Stockholm  |
| Salems IF               | Salem      |
| Strängnäs IBK           | Strängnäs  |
| Täby FC                 | Täby       |
| Strängnäs IBK           | Strängnäs  |
| Täby FC                 | Täby       |
| Tyresö Trollbäcken IBK  | Tyresö     |
| Umeå City IBK           | Umeå       |
| Wibax Patriot IBK Piteå | Piteå      |

#### Tabelle
|    | Mannschaft              | Sp | S  | O (SD) | V  | T   | T   | TD  | P  |
| -- | ----------------------- | -- | -- | ------ | -- | --- | --- | --- | -- |
| 1  | Gävle GIK               | 22 | 16 | 2 (1)  | 4  | 167 | 106 | 61  | 51 |
| 2  | Djurgårdens IF IBS      | 22 | 12 | 4 (4)  | 6  | 134 | 112 | 22  | 44 |
| 3  | Strängnäs IBK           | 22 | 11 | 5 (2)  | 6  | 146 | 135 | 11  | 40 |
| 4  | Salems IF               | 22 | 12 | 2 (1)  | 8  | 157 | 123 | 34  | 39 |
| 5  | Täby FC                 | 22 | 12 | 3 (0)  | 7  | 159 | 134 | 25  | 39 |
| 6  | Granlo BK               | 22 | 11 | 2 (1)  | 9  | 129 | 124 | 5   | 36 |
| 7  | Wibax Patriot IBK Piteå | 22 | 10 | 1 (1)  | 11 | 138 | 135 | 3   | 32 |
| 8  | Umeå City IBK           | 22 | 9  | 2 (1)  | 11 | 123 | 125 | −2  | 30 |
| 9  | Hudik/Björkberg IBK     | 22 | 9  | 2 (1)  | 11 | 130 | 153 | −23 | 30 |
| 10 | Tyresö Trollbäcken IBK  | 22 | 6  | 6 (2)  | 10 | 110 | 127 | −17 | 26 |
| 11 | Rotebro IS IBK          | 22 | 4  | 3 (1)  | 15 | 119 | 168 | −49 | 16 |
| 12 | Järfälla IBK            | 22 | 2  | 4 (0)  | 16 | 105 | 175 | −70 | 10 |

## Playoffs

### 1. Runde
Die ersten vier der regulären Saison qualifizieren sich für die Halbfinals der Allsvenskan Södra.
|                |   |            | Serie | 1         | 2    | 3         |
| -------------- | - | ---------- | ----- | --------- | ---- | --------- |
| Jönköpings IK  | – | Lindås IBK | 2:0   | 3:2       | 1:5  | –         |
| FBC Kalmarsund | – | IBF Örebro | 1:2   | 6:7 n. V. | 10:4 | 4:5 n. V. |

Die ersten vier der regulären Saison qualifizieren sich für die Halbfinals der Allsvenskan Norra.
|                    |   |               | Serie | 1   | 2   | 3   |
| ------------------ | - | ------------- | ----- | --- | --- | --- |
| Gävle GIK          | – | Salems IF     | 2:1   | 6:3 | 4:7 | 7:3 |
| Djurgårdens IF IBS | – | Strängnäs IBK | 2:1   | 5:1 | 4:7 | 7:6 |

### 2. Runde
Somit steigt der IBF Örebro zur Saison 2016/17 in die Svenska Superligan auf.
|           |   |            | Serie | 1   | 2   | 3   |
| --------- | - | ---------- | ----- | --- | --- | --- |
| Gävle GIK | – | IBF Örebro | 1:2   | 7:3 | 4:6 | 7:8 |

Aus der zweiten Finalpartie zwischen je einem Teilnehmer aus der Södra und Norra steigt der Jönköpings IK in die SSL auf.
|               |   |                    | Serie | 1   | 2    | 3 |
| ------------- | - | ------------------ | ----- | --- | ---- | - |
| Jönköpings IK | – | Djurgårdens IF IBS | 1:2   | 6:4 | 13:4 | – |